# Żurek

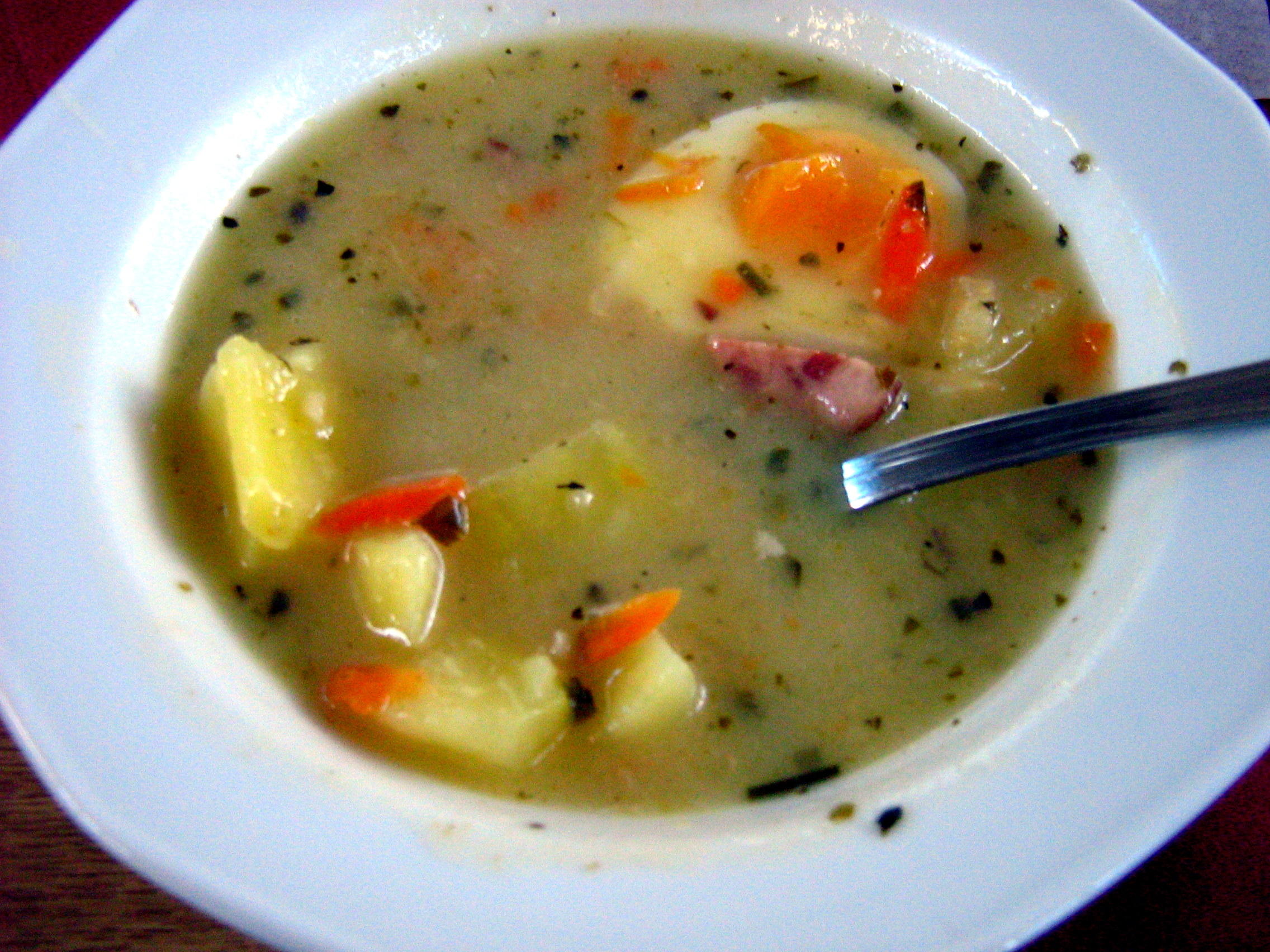
Um prato de Żurek.

O Żurek ou Żur é um prato da culinária da Polónia. Trata-se de uma sopa rica, com o caldo feito à base de levedura de centeio e de pão de centeio. Para além do caldo, o Żurek pode ser complementado com salsichas, pedacinhos de toucinho fritos, um ovo cozido ou batatas cozidas. Nalgumas regiões, incluem-se também dentes de alho, natas e cogumelos.
Por vezes, é chamado a sopa do dia anterior. É um prato que tem sido apreciado por muitas gerações de polacos. Diz-se, também, que é uma boa cura para as ressacas. Existem tantas maneiras de o preparar como regiões na Polónia.
A palavra polaca Żur deriva da palavra alemã sauer, que significa azedo, sugerindo assim o carácter ácido desta sopa.
Existe um ditado polaco citando este prato: "Ze żuru, chłop jak z muru" (em Português: Com o Żur, um homem torna-se um muro).